# ザ・マサカー・オブ・マンカインド
『ザ・マサカー・オブ・マンカインド』（The Massacre of Mankind）は、イギリスの小説家スティーヴン・バクスターによる2017年発表のSF小説。

## 概要
H・G・ウェルズによる1898年の古典的なSF小説『宇宙戦争』の公式続編で、Wells Estateによって承認されている。第二次火星侵略は、戦争の語り手である元義理の姉妹であるミス・エルフィンストーンによって記録されているため、前作の出来事の14年後の1920年に設定されている。バクスターはまた、ウェルズの小説『タイム・マシン』の公式続編『タイム・シップ』も書いている。

## あらすじ
火星からの侵略から14年が経過した。人類は常に空を眺めていたがエイリアンの脅威を打ち負かす方法を知っていると確信していた。火星人は地球の細菌に対して脆弱であったためである。放棄された侵略者の兵器とカプセルから略奪された機械のおかげで人類の技術は大きく向上した。火星では打ち上げの兆候が観測されたが、心配する理由はほとんどないと人類は判断していた。ウォルター・ジェンキンス（前作『宇宙戦争』の語り手）によれば、最初の侵略は単なる偵察任務であり、真の攻撃の前兆であり、火星人は敗北から学び、新しい方法を考案し、かつてないほど大きな脅威をもたらすと彼は確信していた。彼の推測は正しかった。ジェンキンスの弟の妻、つまり義妹で本作の語り手であるジャーナリストのジュリー・エルフィンストンは、再び世界規模での侵略の混乱に突入した世界で、戦争を生き延び、人類の最後の生き残りとなる必死の努力を計画していた。人類の虐殺が始まった。

### 第1章：火星人の帰還
木星人は、火星人よりもはるかに古く、地球と火星の戦争を不承認で監視していた。1920年、ニューヨーク市。ジュリー・エルフィンストーンは、1907年の火星戦争で捕虜となったエリック・エデン少佐に会う。彼はイギリスから来ていた彼女の元夫の弟ウォルター・ジェンキンスだった。彼女の夫はフランク・ジェンキンスだった。